# Carlos Da Cruz
Carlos Da Cruz (ur. 20 grudnia 1974 w Saint-Denis) – francuski kolarz torowy i szosowy, brązowy medalista mistrzostw świata, zawodnik grupy La Française des Jeux.

## Kariera
Pierwszy sukces w karierze Carlos Da Cruz odniósł w 1995 roku, kiedy został mistrzem kraju w drużynowym wyścigu na dochodzenie. Już dwa lata później, na mistrzostwach świata w Perth wspólnie z Philippe'em Ermenaultem, Jérôme'em Neuville'em i Franckiem Perque wywalczył brązowy medal w tej samej konkurencji. Jego największym sukcesem na szosie jest zwycięstwo w wyścigu Circuit de la Sarthe w 2003 roku. Ponadto zajął między innymi 61. pozycję w Giro d'Italia w 2003 roku, 76. pozycję w Tour de France w 2006 roku oraz 90. pozycję we Vuelta a España w 2007 roku.